# أحمد راشدي
أحمد راشدي (1938 في تبسة، الجزائر) هو منتج[ ؟ ] وسيناريست ومخرج[ ؟ ] أفلام جزائري. أنتج عدداً من الأفلام الشهيرة التي تتناول الأحداث التي شهدتها الثورة الجزائرية مثل فيلم الأفيون والعصا، وفجر المعذبين عام 1965 والذي نال عنه جائزة مهرجان كارلو فيفاري.

## حياته
ولد أحمد راشدي عام 1938 في مدينة تبسة الواقعة في شرق الجزائر، عند بلوغه السادسة عشرة من عمره شارك في حركة التحرير عام 1954. درس الأدب الفرنسي والتاريخ والسينما. بدأ العمل في السينما مع المخرج الفرنسي رينيه فوتييه الذي كان يعمل لصالح جبهة التحرير الوطني الجزائرية. بعد استقلال الجزائر عام 1962 ترأس أول مركز للسمعيات والبصريات. شارك عام 1962 في إنتاج فيلم جماعي عنوانه مسيرة شعب. في عام 1964 أصبح مسؤولا في قسم السينما الشعبية في المركز القومي للسينما الجزائرية، ثم مسؤولا في قسم الإنتاج في المؤسسة القومية لتجارة وصناعة السينما بين عامي 1967 و1973. قام بإخراج أكثر من 20 فيلماً روائياً وتسجيلياً إلى جانب مشاركته في إنتاج العديد من الأفلام الجزائرية، كما شارك أيضاً في إنتاج الفيلم المصري العصفور لمخرجه يوسف شاهين، إلى جانب مشاركته في إنتاج الفيلم العالمي (زد) للمخرج اليوناني الفرنسي كوستا غافراس.

## فيلموغرافيا
- مسيرة شعب، 1963.
- فجر المعذبين، 1965.
- الأفيون والعصا، 1969.
- تحيا الجزائر، 1972.
- طاحونة السيد فابر، 1973.
- حليم في باريس.
- علي في بلاد السراب، 1979.
- الطاحونة، 1986.
- كانت الحرب، 1993.
- مصطفى بن بولعيد، 2009.
- أبواب القلعة السبعة 2018[4]

## روابط خارجية
- أحمد راشدي على موقع IMDb (الإنجليزية)
- أحمد راشدي على موقع ألو سيني (الفرنسية)
- أحمد راشدي على موقع أول موفي (الإنجليزية)
- أحمد راشدي على موقع قاعدة بيانات الأفلام السويدية (السويدية)
- أحمد راشدي على موقع قاعدة بيانات الفيلم (الإنجليزية)
- أحمد راشدي على موقع كينوبويسك (الروسية)